# Charles Augustin de Royrand
Charles Augustin de Royrand (Saint-Fulgent, 14 marzo 1726 – Baugé-en-Anjou, 5 dicembre 1793) è stato un generale francese.
È stato il più anziano generale dell'Esercito cattolico e reale che combatté le guerre di Vandea.

## Biografia
Charles Aimé de Royrand nacque il 14 marzo 1726 a Saint-Fulgent, figlio di Charles Samuel de Royrand e Louise Jacquette Sageot. Come diversi altri membri della sua famiglia, Charles Aimé entrò nell'esercito regio francese ed entrò nel reggimento di fanteria Navarre, venendo poi trasferito al reggimento Armagnac. Combatté nella prima fase della guerra franco-indiana e nella guerra d'indipendenza americana, tornando in Francia nel 1780 e ritirandosi nelle sue proprietà presso Saint-Fulgent, Chavagnes-en-Paillers e Saint-Georges-de-Montaigu con le insegne da cavaliere dell'Ordine di San Luigi.
Quanto scoppiò la Prima guerra di Vandea tornò in servizio col grado di tenente colonnello (ottenuto nel 1785). Scoppiata l'insurrezione divenne subito il generale in capo del primo esercito vandeano, in quanto militare più anziano tra tutti i capi vandeani insorti, poi una volta creato l'Esercito cattolico e reale, Royrand rimase tra i principali generali ma come tutti gli altri passo agli ordini del "generalissimo".
Nonostante i suoi 72 anni, combatté con coraggio per sette mesi in condizioni estremamente difficili e morì per le ferite riportate durante gli scontri a Baugé-en-Anjou il 5 novembre 1793.